# Генрик Будзинський
Генрик Будзинський (пол. Henryk Budziński, 29 листопада 1904 — 18 березня 1983) — польський академічний веслувальник.
Бронзовий призер Олімпійських Ігор 1932 року в складі розпашної двійки без стернового.
Чемпіон Європи 1930 року в складі розпашної двійки без стернового, срібний призер 1929 (розпашні двійки без стернового), 1931 (розпашні четвірки без стернового) років.